# Укер
Укер або Юкер (пол. Wkra, нім. Uecker, Ucker нім. вимова: [ˈʏkɐ] ( прослухати)) — річка довжиною 103 км на північному сході Німеччини, недалеко від польського кордону, протікає в землі Бранденбург (де називається як «Укер», нім. Ucker) і Мекленбург-Передня Померанія (де вже називається «Ікер», нім. Uecker). Має площу водозбірного басейну близько 2200 км².
Назва річки походить від історичного слов'янського племені укри, що мешкало тут у VI-XII століттях, яку вони іменували відповідно своєї назви племені укри.[неякісне джерело]
Це велика річка Передньої Померанії, яка є притокою Одеру. Джерела розташовані поблизу села Темен (нім. Alt Temmen) на висоті 69 м над рівнем моря. Річка тече в північному напрямку, проходить через серію озер (в тому числі через Оберукерзее (нім. Oberuckersee) і Унтерукерзее (нім. Unteruckersee)), а потім, протікаючи через Пренцлау, і тече до м. Пазевальк (нім. Pasewalk), м. Торгелов (нім. Torgelow), м. Еґезін (нім. Eggesin), впадає в Щецинську затоку після проходження міста Юкермюнде (нім. Ueckermünde). Затока з'єднується з Балтійським морем через Пенештром, Свіну та Дзивну.
Річка є популярним маршрутом 3-5 денних сплавів на ділянці приблизно 82 км між озером і Оберуккерзе (нім. Ueckermünde Oberuckersee) та Уккермюнде.
У ранньому середньовіччі земля навколо річки Укра була заселена слов'янським племенем Укри. Річка дала назву двом сільським округам, Landkreis Uckermark у Бранденбурзі та Landkreis Uecker-Randow у Мекленбурзі-Передній Померані. Назва «Уекер» походить від полабського слова vikru/vikrus, що означає «швидкий».